# Pierre Tiara
Pour les articles homonymes, voir Tiara.
Pierre Tiara (Petreïus ou Peter), né le 15 juillet 1514 à Workum en Frise, et mort le 9 février 1586 à Franeker, est un humaniste et médecin hollandais.

## Biographie
Il est né le 15 juillet 1514 à Workum en Frise. Il y commença ses « humanités », puis se rendit à Harlem pour y étudier la logique, les mathématiques et la morale. Helléniste et latiniste, il fabrique ses propres instruments de musique, d'astronomie, de géométrie et portait de l'intérêt à la peinture. Il étudie la médecine à Louvain puis visite l'Allemagne, la France et l'Italie. Docteur-médecin dans ce dernier pays, il s'établit au bout de ses voyages à Louvain vers 1553. Il y enseigna le grec. En 1560 une académie à Douai est créée. Il est appelé à cette chaire. Son épouse, qui était Frisonne, n'aimait pas cette ville. Retournant alors dans sa patrie, il a été bourgmestre à Franeker. En 1575, des savants était recherchés pour la nouvelle université de Leyde. Il y enseigna le grec et en a été le premier « recteur magnifique ». Franeker a fondé une académie en 1585. Pierre Tiara y était l'un des sept premiers professeurs, toujours pour enseigner la langue grecque. Il meurt dans cette ville le 9 février 1586.

## Traductions
Il est l'auteur de plusieurs traductions parmi lesquelles :
- une traduction latine du Sophiste de Platon
- une autre de la Médée d'Euripide
- une des Sentences de Pythagore